# Campeonato Sul-Americano de Levantamento de Peso
O Campeonato Sul-Americano de Levantamento de Peso é organizado pela Confederación Sudamericana de Levantamiento de Pesas desde 1958, ano em que foi fundada e realizado o primeiro Campeonato Sul-Americano, em Buenos Aires, Argentina. A partir daquele ano, os campeonatos passaram a ser realizados de dois em dois anos, apenas para homens adultos. O segundo campeonato foi realizado em Pereira, Colômbia.

## Lista de edições
Lista incompleta de edições:
| Edição | Datas             | Cidade e país-sede       | Ref.          |
| ------ | ----------------- | ------------------------ | ------------- |
| 1958   | ?                 | Buenos Aires, Argentina  | [ 1 ]         |
| 1960   | ?                 | Pereira, Colômbia        | [ 1 ]         |
| 1992   | ?                 | Santa Fé, Argentina      | [ 3 ]         |
| 1997   | 11–14 de setembro | Santa Fé, Argentina      | [ 4 ]         |
| 1999   | 6–14 de maio      | Mérida, Venezuela        | [ 5 ]         |
| 2000   | 14–17 de abril    | Mar del Plata, Argentina | [ 6 ] [ 7 ]   |
| 2001   | 3–7 de agosto     | Cáli, Colômbia           | [ 8 ]         |
| 2003   | 1–5 de outubro    | Buenos Aires, Argentina  | [ 9 ]         |
| 2004   | 8–13 de junho     | San Carlos, Venezuela    | [ 10 ]        |
| 2005   | 9–13 de outubro   | Buenos Aires, Argentina  | [ 11 ]        |
| 2005   | 15–20 de novembro | La Paz, Bolívia          | [ 12 ]        |
| 2006   | 13–19 de novembro | Buenos Aires, Argentina  | [ 13 ]        |
| 2007   | 18–22 de dezembro | Tacna, Peru              | [ 14 ]        |
| 2008   | 7–12 de novembro  | Buenos Aires, Argentina  | [ 15 ]        |
| 2009   | 13–15 de outubro  | Rio de Janeiro, Brasil   | [ 16 ]        |
| 2011   | 25–? de agosto    | Valencia, Venezuela      | [ 17 ]        |
| 2012   | 24–28 de outubro  | Maracaibo, Venezuela     | [ 18 ]        |
| 2013   | 16–20 de novembro | Chiclayo, Peru           | [ 19 ]        |
| 2015   | 9–12 de dezembro  | Lima, Peru               | [ 20 ]        |
| 2016   | 7–10 de abril     | Rio de Janeiro, Brasil   | [ 21 ]        |
| 2017   | 17–22 de novembro | Santa Marta, Colômbia    | [ 22 ]        |
| 2018   | 28–31 de maio     | Cochabamba, Bolívia      | [ 23 ]        |
| 2019   | 8–12 de maio      | Palmira, Colômbia        | [ 24 ]        |
| 2021   | 10–15 de maio     | Cáli, Colômbia           | [ 25 ] [ 26 ] |
| 2022   | 2–5 de outubro    | Assunção, Paraguai       | [ 27 ]        |
| 2023   | 3–10 de julho     | Guaiaquil, Equador       | [ 28 ]        |
| 2024   | 19–25 de junho    | Palmira, Colômbia        | [ 29 ]        |

- Realizado em conjunto com os Jogos Sul-Americanos

1. ↑  De acordo com o site antigo da IWF, a edição estava programada para Mar del Plata; entretanto, o site do Institut für Angewandte Trainingswissenschaft (IAT) registra Santa Fé.
2. ↑  A edição que seria realizada em La Paz foi publicada primeiro no site da IWF. Não está claro o motivo de outra edição ter sido marcada para Buenos Aires.
3. ↑  A edição de 2020 foi postergada para 2021 devido à pandemia de COVID-19.